# Меркулов, Михаил Филиппович
Михаил Филиппович Меркулов (род. 21 ноября 1927 года, Краснодарский край) — советский фармаколог, доктор медицинских наук (1962), профессор.

## Биография
Родился в Краснодарском крае, в казачьей семье. В 1944 году после окончания школы в городе Апшеронске поступил на 1-й курс Московского станкоинструментального института.
В 1945 году поступил на 1-й курс лечебного факультета 2-го МГМИ. Окончив институт в 1951 году поступил в аспирантуру на кафедру фармакологии.
В 1954 году защитил диссертацию на соискание ученой степени кандидата медицинских наук. Изучал функцию щитовидной железы.
В 1962 году защитил диссертацию на соискание ученой степени доктора медицинских наук. Работал ассистентом, доцентом, профессором, заведующим кафедрой фармакологии.
В 1963—1964 годах — первый декан медико-биологического факультета 2-го МГМИ. Приложил много сил и энергии для открытия первого в России и Советском Союзе факультета в области биомедицины.
В 1964—1969 годах — заведующий кафедрой фармакологии 2-го МГМИ.
В эти годы под его руководством в изучение действия лекарственных веществ были внедрены методы авторадиографии, широко исследовались цитостатики, анестетики и антикоагулянты. Защищено 4 докторских и 18 кандидатских диссертаций.
Работал во Всесоюзном онкологическом научном центре АМН СССР (ВОНЦ АМН СССР) — заместитель директора по науке и заведующий лабораторией преклинических исследований лекарственных средств.
Научные интересы связаны с медицинской радиологией, ауторадиографическими методами исследования и механизмами реутилизации ДНК.